# 会昌城墙
会昌城墙，位于中国江西省会昌县，始建于宋代。现存长度1000余米。2006年，会昌城墙列入江西省文物保护单位。

## 历史
北宋太平兴国七年（982年），会昌置县。南宋绍兴年间，开始修筑城墙。